# Menticirrhus saxatilis
Menticirrhus saxatilis es una especie de pez de la familia Sciaenidae en el orden de los Perciformes.

## Morfología
• Los machos pueden llegar alcanzar los 46 cm de longitud total y 1.110 g de peso.

## Alimentación
Come gusanos y crustáceos.

## Hábitat
Es un pez de clima subtropical (43°N-11°S) y demersal.

## Distribución geográfica
Se encuentra en el Océano Atlántico occidental: desde Massachusetts hasta el sur de Florida y desde el Golfo de México hasta el Yucatán (México ).

## Uso comercial
Su carne es excelente.

## Observaciones
Es inofensivo para los humanos.